# قائمة البعثات الدبلوماسية في السلفادور
هذه قائمة البعثات الدبلوماسية في السلفادور. هناك 30 سفارة في سان سلفادور. العديد من الدول لديها أيضًا سفارات غير مقيمة معتمدة لهذا البلد.
لم يتم تضمين القنصليات الفخرية في هذه المقالة.

## سفارات
سان سلفادور
- إسبانيا
- ألمانيا
- المملكة المتحدة
- الولايات المتحدة
- الأرجنتين
- بليز
- البرازيل
- كندا
- تشيلي
- الصين
- كولومبيا
- كوستاريكا
- كوبا
- جمهورية الدومينيكان
- الإكوادور
- فرنسا
- غواتيمالا
- الكرسي الرسولي
- هندوراس
- إيطاليا
- اليابان
- المكسيك
- نيكاراغوا
- بيرو
- فلسطين
- بنما
- قطر
- كوريا الجنوبية
- فرسان مالطة
- الأوروغواي
- فنزويلا

## البعثات الأخرى في إلسلفادور
- مصر (مكتب المصالح)
- الاتحاد الأوروبي (الوفد المنظمة)

## قائمة البعثات الدبلوماسية غير مقيم معتمدة لدي السلفادور
إذا لم يذكر اسم المدائن، مقيمهم في مكسيك العاصمة.
- الأردن
- الإمارات العربية المتحدة
- أستراليا
- السعودية
- الجزائر
- أفغانستان (واشنطن العاصمة)
- بنغلاديش
- باكستان
- بوتان (مدينة نيويورك)
- جمهورية إفريقيا الوسطى (واشنطن العاصمة)
- تشاد (واشنطن العاصمة)
- دومينيكا (هافانا)
- مصر (غواتيمالا العاصمة)
- غينيا (هافانا)
- إندونيسيا
- الهند (غواتيمالا العاصمة)
- إسرائيل (غواتيمالا العاصمة)
- كينيا (هافانا)
- الكويت
- قرغيزستان (مدينة نيويورك)
- كمبوديا (هافانا)
- ليبيا
- لاوس (هافانا)
- لبنان
- ليسوتو (مدينة نيويورك)
- مالي (هافانا)
- جزر المالديف (مدينة نيويورك)
- المغرب (غواتيمالا العاصمة)
- موريشيوس (واشنطن العاصمة)
- ماليزيا
- النرويج
- هولندا
- نيجيريا
- عُمان (واشنطن العاصمة)
- البرتغال
- الفلبين
- بولندا
- روسيا (ماناغوا)
- سيراليون (مدينة نيويورك)
- سويسرا (سان خوسيه)
- الجمهورية العربية الصحراوية الديمقراطية (ماناغوا)
- سيشل (مدينة نيويورك)
- ساموا (مدينة نيويورك)
- السويد (غواتيمالا العاصمة)
- سوريا (هافانا)
- السودان (واشنطن العاصمة)
- جنوب السودان (مدينة نيويورك)
- إسواتيني (مدينة نيويورك)
- تايلاند (سانتياغو)
- تنزانيا (هافانا)
- توغو (واشنطن العاصمة)
- تونغا (مدينة نيويورك)
- تركمانستان (واشنطن العاصمة)
- طاجيكستان (واشنطن العاصمة)
- تركيا (غواتيمالا العاصمة)
- تونس (واشنطن العاصمة)
- أوغندا (واشنطن العاصمة)
- أوزبكستان
- فيتنام
- اليمن (مدينة نيويورك)
- زامبيا (واشنطن العاصمة)
- زيمبابوي (واشنطن العاصمة)